# Вольский район
Во́льский район — административно-территориальная единица (район) и муниципальное образование (муниципальный район) в Саратовской области России.
Административный центр — город Вольск.

## География
Расположен в северной части области. Территория района — 3,7 тыс. км². Это самый крупный по площади район Правобережья с сильно пересечённым рельефом, большими уклонами, осложняющими движение по дорогам, особенно в зимнее время. Располагается на Приволжской возвышенности. Один из самых лесистых районов области. В районе находится переход через реку Волгу по плотине ГЭС.

## История
Район образован 23 июля 1928 года в составе Вольского округа Нижне-Волжского края. В его состав вошла часть территории бывшего Вольского уезда Саратовской губернии.
30 августа 1931 года Вольский район был расформирован, а Вольск получил статус города краевого подчинения, областного подчинения — при образовании Саратовской области 5 декабря 1936 года.
14 марта 1951 года Вольский район был восстановлен в Саратовской области, в него вошла территория упразднённого Широко-Буеракского района.
30 сентября 1958 года к Вольскому району была присоединена часть территории упразднённого Куриловского района, а 19 мая 1960 года — часть территории упразднённого Воскресенского района и Черкасский район целиком.
22 октября 1996 года посёлок Шиханы преобразован в город областного подчинения и выведен из состава района.

## Население
| 1989    | 2002     | 2009    | 2010    | 2011    | 2012    | 2013    |
| ------- | -------- | ------- | ------- | ------- | ------- | ------- |
| 99 149  | ↗101 101 | ↘97 010 | ↘93 965 | ↘93 741 | ↘92 721 | ↘91 805 |
| 2014    | 2015     | 2016    | 2017    | 2018    | 2019    | 2020    |
| ↘91 056 | ↘90 480  | ↘90 318 | ↘89 695 | ↘88 429 | ↘86 950 | ↘86 252 |
| 2021    |          |         |         |         |         |         |
| ↘83 264 |          |         |         |         |         |         |

### Урбанизация
В городских условиях (город Вольск и рабочий посёлок Сенной) проживают  73,16 % населения района.

## Муниципально-территориальное устройство
В Вольский муниципальный район входят 15 муниципальных образований, в том числе 2 городских поселения и 13 сельских поселений:
| №        | Муниципальное образование                  | Административный центр | Количество населённых пунктов | Население | Площадь, км2 |
| -------- | ------------------------------------------ | ---------------------- | ----------------------------- | --------- | ------------ |
| 1e-06    | Городские поселения:                       |                        |                               |           |              |
| 1        | муниципальное образование город Вольск     | город Вольск           | 5                             | ↘60 340   | 147,92       |
| 2        | Сенное муниципальное образование           | рабочий посёлок Сенной | 3                             | ↘6458     | 108,69       |
| 2.000002 | Сельские поселения:                        |                        |                               |           |              |
| 3        | Барановское муниципальное образование      | село Барановка         | 2                             | ↘1003     | 115,20       |
| 4        | Белогорновское муниципальное образование   | село Белогорное        | 4                             | ↘829      | 307,49       |
| 5        | Верхнечернавское муниципальное образование | село Верхняя Чернавка  | 1                             | ↘953      | 116,10       |
| 6        | Колоярское муниципальное образование       | село Колояр            | 5                             | ↘931      | 260,88       |
| 7        | Кряжимское муниципальное образование       | село Кряжим            | 7                             | ↘693      | 494,50       |
| 8        | Куриловское муниципальное образование      | село Куриловка         | 6                             | ↘1375     | 339,40       |
| 9        | Междуреченское муниципальное образование   | село Междуречье        | 5                             | ↘881      | 259,39       |
| 10       | Нижнечернавское муниципальное образование  | село Нижняя Чернавка   | 2                             | ↘774      | 152,81       |
| 11       | Покровское муниципальное образование       | село Покровка          | 4                             | ↘538      | 244,85       |
| 12       | Талалихинское муниципальное образование    | село Талалихино        | 3                             | ↘483      | 154,42       |
| 13       | Терсинское муниципальное образование       | село Терса             | 5                             | ↘3078     | 180,17       |
| 14       | Черкасское муниципальное образование       | село Черкасское        | 8                             | ↘3365     | 582,80       |
| 15       | Широкобуеракское муниципальное образование | село Широкий Буерак    | 5                             | ↘1563     | 375,18       |

В рамках организации местного самоуправления в 2005 году в новообразованном муниципальном районе были созданы 3 городских и 12 сельских поселений. В 2012 году Черкасское муниципальное образование поменяло статус с городского поселения на сельское поселение.

## Населённые пункты
В Вольском районе 65 населённых пунктов, в том числе 62 сельских и 3 городских (из которых 2 рабочих посёлка и 1 город).
| №  | Населённый пункт  | Тип                     | Население | Муниципальное образование |
| -- | ----------------- | ----------------------- | --------- | ------------------------- |
| 1  | Александровка     | село                    | 3         | Черкасское                |
| 2  | Барановка         | село                    | ↗1183     | Барановское               |
| 3  | Белогорное        | село                    | ↘665      | Белогорновское            |
| 4  | Белый Ключ        | село                    | 8         | Куриловское               |
| 5  | Богатое           | село                    | ↗267      | Широкобуеракское          |
| 6  | Богородское       | село                    | ↘264      | Широкобуеракское          |
| 7  | Буровка           | железнодорожная станция | 43        | Белогорновское            |
| 8  | Буровка           | село                    | 28        | Междуреченское            |
| 9  | Верхняя Чернавка  | село                    | ↘953      | Верхнечернавское          |
| 10 | Вольск            | город                   | ↘55 035   | город Вольск              |
| 11 | Горный            | посёлок                 | ↗96       | Куриловское               |
| 12 | Горячка           | село                    | ↘125      | Кряжимское                |
| 13 | Девичьи Горки     | село                    | ↘192      | Терсинское                |
| 14 | Дмитриевка        | село                    | 2         | Кряжимское                |
| 15 | Дубровное         | село                    | 59        | Талалихинское             |
| 16 | Елховка           | село                    | ↘209      | Куриловское               |
| 17 | Ерыкла            | село                    | ↘132      | Колоярское                |
| 18 | Заветное          | село                    | ↘171      | Широкобуеракское          |
| 19 | Ивановка          | село                    | ↘98       | Кряжимское                |
| 20 | Калмантай         | село                    | ↘530      | Черкасское                |
| 21 | Камышовка         | село                    | 74        | Черкасское                |
| 22 | Карьер            | посёлок                 | 21        | Сенное                    |
| 23 | Кизатовка         | село                    | 29        | Черкасское                |
| 24 | Клёны             | железнодорожная станция |           | город Вольск              |
| 25 | Клёны             | рабочий посёлок         | ↗2238     | город Вольск              |
| 26 | Клюевка           | село                    | 16        | Междуреченское            |
| 27 | Ключи             | село                    | ↘655      | Сенное                    |
| 28 | Колояр            | село                    | ↗1033     | Колоярское                |
| 29 | Кряжим            | село                    | ↘409      | Кряжимское                |
| 30 | Куликовка         | село                    | ↘264      | Талалихинское             |
| 31 | Куриловка         | железнодорожная станция | ↗155      | Куриловское               |
| 32 | Куриловка         | село                    | ↗937      | Куриловское               |
| 33 | Лопуховка         | село                    | 3         | Черкасское                |
| 34 | Лягоши            | село                    | 21        | Покровское                |
| 35 | Марьевка          | деревня                 | 11        | Колоярское                |
| 36 | Междуречье        | село                    | ↘528      | Междуреченское            |
| 37 | Минеевка          | деревня                 | 1         | Колоярское                |
| 38 | Нижняя Чернавка   | село                    | ↘935      | Нижнечернавское           |
| 39 | Николаевка        | село                    | ↘207      | Кряжимское                |
| 40 | Никольское        | село                    | ↘71       | Кряжимское                |
| 41 | Новая Павловка    | село                    | 57        | Междуреченское            |
| 42 | Новопокровка      | село                    | 14        | Белогорновское            |
| 43 | Огаревка          | деревня                 | 29        | Черкасское                |
| 44 | Осиновка          | село                    | ↘197      | Покровское                |
| 45 | Песчанка          | село                    | 0         | Барановское               |
| 46 | Покровка          | село                    | ↘384      | Покровское                |
| 47 | Покурлей          | село                    | ↘418      | Междуреченское            |
| 48 | Рощино            | село                    | 18        | Широкобуеракское          |
| 49 | Сенной            | рабочий посёлок         | ↘5881     | Сенное                    |
| 50 | Спасское          | село                    | ↘301      | Черкасское                |
| 51 | Старая Лопастейка | село                    | 10        | Колоярское                |
| 52 | Талалихино        | село                    | ↘348      | Талалихинское             |
| 53 | Тепловка          | село                    | ↘306      | Терсинское                |
| 54 | Терса             | железнодорожная станция | ↘95       | Терсинское                |
| 55 | Терса             | село                    | ↘2586     | Терсинское                |
| 56 | Тополевый         | посёлок                 | ↘299      | Терсинское                |
| 57 | Труевая Маза      | село                    | ↘124      | Покровское                |
| 58 | Улыбовка          | село                    | 28        | Кряжимское                |
| 59 | Черкасское        | село                    | ↗3977     | Черкасское                |
| 60 | Чернавка          | железнодорожная станция | ↘167      | Нижнечернавское           |
| 61 | Шировка           | село                    | ↘236      | Куриловское               |
| 62 | Широкий Буерак    | село                    | ↘1115     | Широкобуеракское          |
| 63 | Шиханы-2          | посёлок                 |           | город Вольск              |
| 64 | Шиханы-4          | посёлок                 |           | город Вольск              |
| 65 | Юловая Маза       | село                    | ↘231      | Белогорновское            |

## Экономика
Район богат стройматериалами, особенно сырьём для цементной промышленности. В районе работают несколько цементных и асбошиферных заводов.
В сельском хозяйстве производится зерно, подсолнечник, овощи, различная продукция животноводства.

## Транспорт
Протяжённость автодорог общего пользования с твёрдым покрытием — 331,4 км.